# Кіровський сільський округ (Узункольський район)
Кі́ровський сільський округ (каз. Киров ауылдық округі, рос. Кировский сельский округ) — адміністративна одиниця у складі Узункольського району Костанайської області Казахстану. Адміністративний центр — село Кіровське.
Населення — 441 особа (2021; 777 у 2009, 1266 у 1999, 1469 у 1989).
Станом на 1989 рік існувала Кіровська сільська рада (села Іванорівне, Кіровське, Ксеньєвка, Мохове).

## Склад
До складу адміністрації входять такі населені пункти:
| Населений пункт  | Старі назви | Населення, осіб (1989) | Населення, осіб (1999) | Населення, осіб (2009) | Населення, осіб (2021) |
| ---------------- | ----------- | ---------------------- | ---------------------- | ---------------------- | ---------------------- |
| Іванорівне, село | -           | 389                    | 325                    | 148                    | 55                     |
| Кіровське, село  | -           | 576                    | 464                    | 392                    | 232                    |
| Ксеньєвка, село  | -           | 366                    | 303                    | 139                    | 99                     |
| Мохове, село     | -           | 138                    | 174                    | 98                     | 55                     |